# L'Étoile (Somme)
Pour les articles homonymes, voir Étoile (homonymie).
L'Étoile est une commune française située dans le département de la Somme, en région Hauts-de-France.

## Géographie

### Localisation
L'Étoile est un bourg picard situé entre l'Amiénois, le Ponthieu et le Vimeu.
Limitrophe de Longpré-les-Corps-Saints et Flixecourt, la commune est située à 7 km au sud-est d'Ailly-le-Haut-Clocher, 8 km au sud-ouest de Domart-en-Ponthieu, 10 km au nord-est d'Airaines, 18 km au sud-est d'Abbeville et à 23 km au nord-ouest d'Amiens à vol d'oiseau.
Le territoire de la commune est limitrophe de ceux de sept communes.
Les communes limitrophes sont  Bouchon, Condé-Folie, Flixecourt, Hangest-sur-Somme, Long, Longpré-les-Corps-Saints et Mouflers.

### Géologie et relief
Le territoire communal est structuré et modelé par la vallée de la Somme et par celle de la Nièvre. Ce territoire est également marqué, dans sa partie nord, par un promontoire qui borne l'espace vers le village de Bouchon et Long, et par un éperon grossièrement ovale, de 94 m de haut, appelé Camp César, à l'est.

### Hydrographie

#### Réseau hydrographique
La commune est située dans le bassin Artois-Picardie. Elle est drainée par la Somme canalisée, la Nièvre et un autre petit cours d'eau.
Le canal de la Somme, construit entre 1770 et 1827, et mis au gabarit Freycinet en 1880, est long 170 km. Il débute à Saint-Simon où il touche au canal de Saint-Quentin et débouche dans la baie de Somme.
La Nièvre, d'une longueur de 22 km, prend sa source dans la commune de Naours et se jette  dans la Somme canalisée sur la commune, après avoir traversé 13 communes. Les caractéristiques hydrologiques de la Nièvre sont données par la station hydrologique située sur la commune. Le débit moyen mensuel est de 2,08 m3/s. Le débit moyen journalier maximum est de 6,49 m3/s, atteint lors de la crue du 17 mai 1994. Le débit instantané maximal est quant à lui de 8,8 m3/s, atteint le 26 décembre 1999.

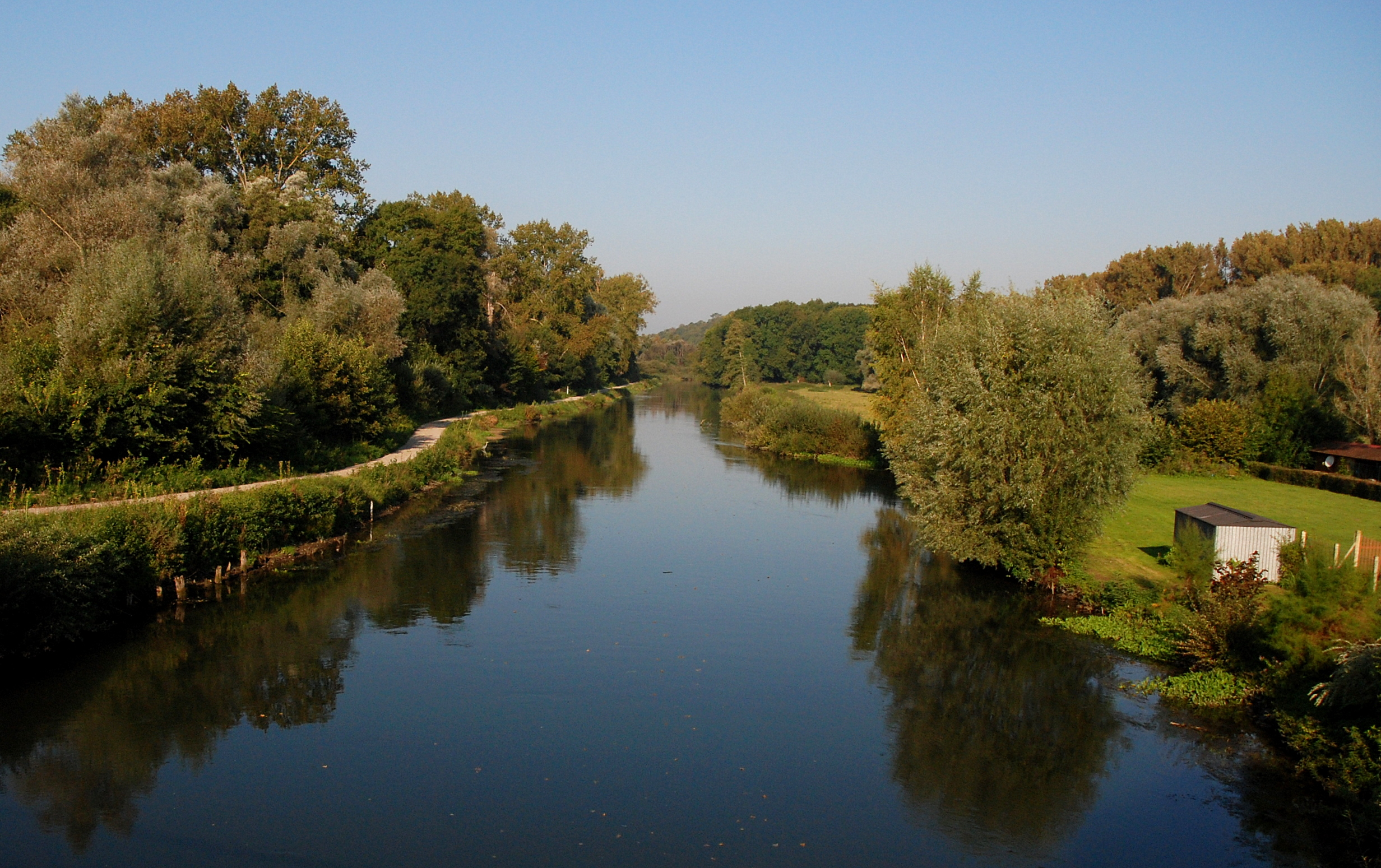
La Somme à L'Étoile.
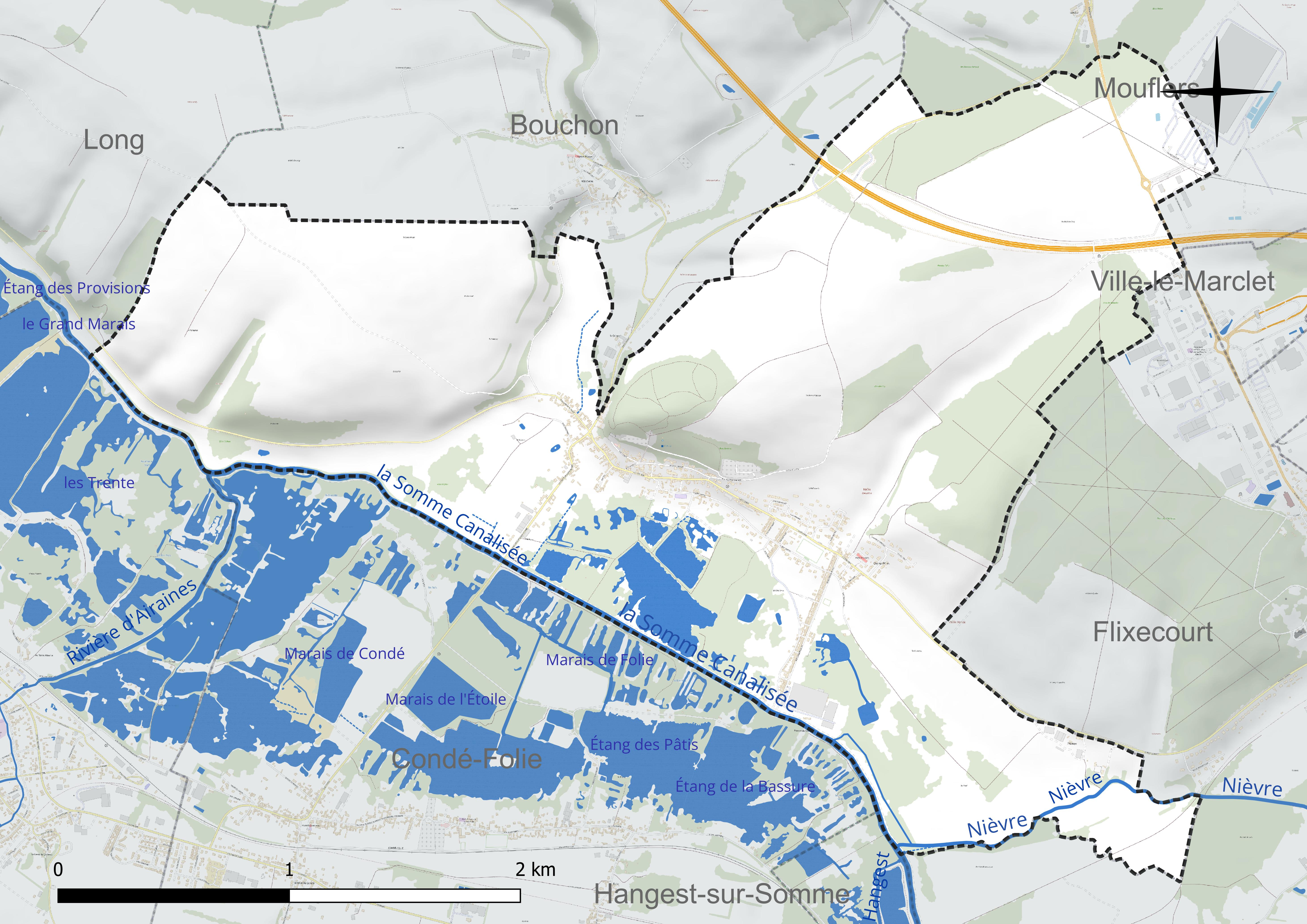
Réseau hydrographique de L'Étoile.

#### Gestion et qualité des eaux
Le territoire communal est couvert par le schéma d'aménagement et de gestion des eaux (SAGE) « Somme aval et Cours d'eau côtiers ». Ce document de planification concerne un territoire de 1 835 km2 de superficie, délimité par le bassin versant de la Somme canalisée. Le périmètre a été arrêté le 29 avril 2010 et le SAGE proprement dit a été approuvé le 6 août 2019. La structure porteuse de l'élaboration et de la mise en œuvre est le syndicat mixte d'aménagement hydraulique du bassin versant de la Somme (AMEVA).
La qualité des cours d'eau peut être consultée sur un site dédié géré par les agences de l'eau et l'Agence française pour la biodiversité.

### Climat
Pour des articles plus généraux, voir Climat des Hauts-de-France et Climat de la Somme.
En 2010, le climat de la commune est de type climat océanique altéré, selon une étude du CNRS s'appuyant sur une série de données couvrant la période 1971-2000. En 2020, Météo-France publie une typologie des climats de la France métropolitaine dans laquelle la commune est exposée à un climat océanique et est dans la région climatique Côtes de la Manche orientale, caractérisée par un faible ensoleillement (1 550 h/an) ; forte humidité de l'air (plus de 20 h/jour avec humidité relative > 80 % en hiver), vents forts fréquents.
Pour la période 1971-2000, la température annuelle moyenne est de 10,6 °C, avec une amplitude thermique annuelle de 13,4 °C. Le cumul annuel moyen de précipitations est de 738 mm, avec 11,5 jours de précipitations en janvier et 8,3 jours en juillet. Pour la période 1991-2020, la température moyenne annuelle observée sur la station météorologique la plus proche, située sur la commune de Bernaville à 15 km à vol d'oiseau, est de 10,4 °C et le cumul annuel moyen de précipitations est de 877,3 mm,. Pour l'avenir, les paramètres climatiques de la commune estimés pour 2050 selon différents scénarios d'émission de gaz à effet de serre sont consultables sur un site dédié publié par Météo-France en novembre 2022.

## Urbanisme

### Typologie
Au 1er janvier 2024, L'Étoile est catégorisée commune rurale à habitat dispersé, selon la nouvelle grille communale de densité à sept niveaux définie par l'Insee en 2022.
Elle est située hors unité urbaine. Par ailleurs la commune fait partie de l'aire d'attraction d'Amiens, dont elle est une commune de la couronne,. Cette aire, qui regroupe 369 communes, est catégorisée dans les aires de 200 000 à moins de 700 000 habitants,.

### Occupation des sols
L'occupation des sols de la commune, telle qu'elle ressort de la base de données européenne d'occupation biophysique des sols Corine Land Cover (CLC), est marquée par l'importance des territoires agricoles (66,6 % en 2018), en diminution par rapport à 1990 (78,3 %). La répartition détaillée en 2018 est la suivante :
terres arables (56,4 %), forêts (22,2 %), zones urbanisées (7,7 %), prairies (6,4 %), zones agricoles hétérogènes (3,8 %), eaux continentales (3,5 %). L'évolution de l'occupation des sols de la commune et de ses infrastructures peut être observée sur les différentes représentations cartographiques du territoire : la carte de Cassini (XVIIIe siècle), la carte d'état-major (1820-1866) et les cartes ou photos aériennes de l'IGN pour la période actuelle (1950 à aujourd'hui).

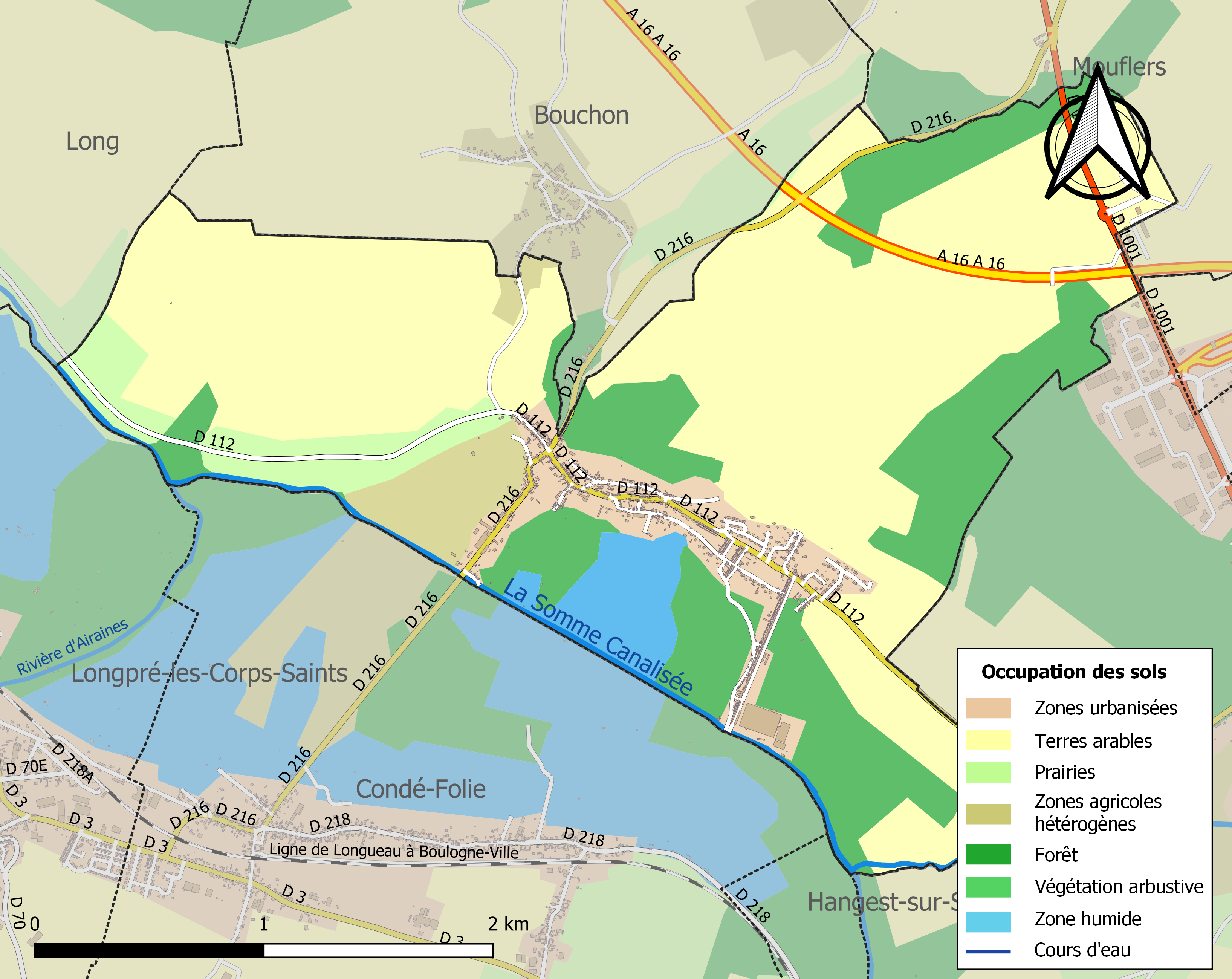
Carte des infrastructures et de l'occupation des sols de la commune en 2018 (CLC).

### Habitat et logement
En 2018, le nombre total de logements dans la commune était de 581, alors qu'il était de 578 en 2013 et de 562 en 2008.
Parmi ces logements, 86,5 % étaient des résidences principales, 2,6 % des résidences secondaires et 10,9 % des logements vacants. Ces logements étaient pour 96,7 % d'entre eux des maisons individuelles et pour 3,1 % des appartements.
Le tableau ci-dessous présente la typologie des logements à L'Étoile en 2018 en comparaison avec celle de la Somme et de la France entière. Une caractéristique marquante du parc de logements est ainsi une proportion de résidences secondaires et logements occasionnels (2,6 %) inférieure à celle du département (8,3 %) mais supérieure à celle de la France entière (9,7 %). Concernant le statut d'occupation de ces logements, 70,5 % des habitants de la commune sont propriétaires de leur logement (72 % en 2013), contre 60,3 % pour la Somme et 57,5 pour la France entière.

### Voies de communication et transports
Desservi par la route départementale RD 112, le village est aisément accessible depuis l'ex-RN 1 (actuelle RD 1001) et l'autoroute A16.
En 2019, l'Étoile est desservie par les lignes de bus du réseau Trans'80 (lignes no 17, Abbeville - Flixecourt - Amiens, et no 28 Saint-Léger - Flixecourt - Amiens), chaque jour de la semaine, sauf le dimanche et les jours fériés.
| Typologie                                               | L'Étoile | Somme | France entière |
| ------------------------------------------------------- | -------- | ----- | -------------- |
| Résidences principales (en %)                           | 86,5     | 83,3  | 82,1           |
| Résidences secondaires et logements occasionnels (en %) | 2,6      | 8,3   | 9,7            |
| Logements vacants (en %)                                | 10,9     | 8,4   | 8,2            |

## Toponymie
Le nom de la localité est attesté sous les formes Sidera en 660 ; Sidrutis en 830 ; Sidrudis en 842 ; Sigetrudis en 8.. ; Sidrunis et Sidrutes en 1088 ; Stella en 1104 ; Sidus en 1186 ; Siderum en 1186 ; Lestoile en 1186 ; L'Estoile en 1301 ; Lestoille en 1492 ; Lestelle en 1514 ; L'Estoille en 1535 ; Lestoielle en 1579 ; L'Etoile en 1733 ; L'Etoille en 1761.
Certaines des formes les plus anciennes du Dictionnaire topographique de la Somme semblent se rapporter non pas à L'Étoile, mais à Sorrus (Pas-de-Calais, Sigetrudis vers 814 ; Sidrutis en 830 ; Sidrudis en 844) qui s'explique par la fixation du nom de personne germanique féminin Sigidrud (latinisé en Sigetrudis dans les textes), pris absolument.
À ce titre, la plupart des toponymistes n'en tiennent pas compte et préfèrent s'appuyer sur les formes traduites en latin médiéval comme Stella de 1104, Sidus en 1186 ou directement sur les formes romanes. Sidus (nominatif pluriel sidera, génitif pluriel siderum) relève du latin classique et signifie « groupe d'étoiles, constellation » cf. sidéral.
L'appellatif toponymique Estoile, signifiant littéralement « étoile », désigne anciennement un carrefour de routes. De l'oïl estoile « rond point où aboutissent des allées ».

## Histoire

### Préhistoire
« Le camp César, qui formait donc un lieu de surveillance privilégié sur la Somme, a été investi et aménagé en oppidum dès l'âge du bronze. Plusieurs levées de terre attestent d'aménagements anciens de cet espace, qui forme un ovale de 525 m de long sur 300 m de large, et qui servait de poste de guet de la Cauchie. En 1854, les fouilles archéologiques ont mis au jour plusieurs casques bombés en bronze, datant d'environ 1800 av. J.-C. La présence d'un fanum romain ainsi qu'un mobilier plus tardif (poteries, pièces de monnaie) attestait également d'une occupation de l'oppidum au cours de l'époque romaine. Au Moyen Âge, le site était encore occupé et était même doté d'une motte castrale où un puits, datant du XIIe siècle, y était repéré. Cet ensemble dépendait alors du fief de l'Étoile, propriété des châtelains d'Amiens. Appelé « le Castelet » puis « Camp César » à partir de 1644, cet endroit constitue l'un des oppidums les plus importants du département de la Somme. Il est classé Monument historique depuis 1862 ».

### Moyen Âge
Un cimetière mérovingien est découvert en 1817.
Au début du XIIe siècle, il existe peut-être un village dit Arguvium, mais à un autre emplacement que celui de l'Étoile actuel.
Le prieuré de Moreaucourt  de l'ordre de Fontevraud est fondé en 1165 par Aléaume d'Amiens, pour expier ses fautes. Cette communauté mixte de moniales et moines, souffrant régulièrement des maux de guerre, déménage à Amiens en 1635.

### Époque moderne
Les seigneurs possédant le fief de l'Étoile appartiennent successivement aux familles des châtelains d'Amiens (XIIe et XVIe siècles XIIe-XVIe), Leblond (1516), De Briet (1675-1720), Gouffier (XVIIe), Langlois de Septenville, Calonne de Cocquerel, et Ambroise-Léopold Jourdain de l'Éloge (1765).

### Époque contemporaine
Au début de la Seconde Guerre mondiale, le village est évacué entre le 20 mai et le 4 juin 1940, notamment par des bus de la compagnie Saint-Frères, par le Mans, puis train jusqu'à Montauban où il est prévu d'héberger les réfugiés. Certains vont travailler à l'usine Saint-Frères de Puyoô dans les Pyrénées-Atlantiques.
La commune a été distinguée par la Croix de guerre 1939-1945 le 11 novembre 1948, avec étoile de bronze.

## Politique et administration

### Rattachements administratifs et électoraux
Rattachements administratifs
La commune se trouve dans l'arrondissement d'Amiens du département de la Somme.
1801 du canton de Picquigny. Dans le cadre du redécoupage cantonal de 2014 en France, cette circonscription administrative territoriale a disparu, et le canton n'est plus qu'une circonscription électorale.
Rattachements électoraux
Pour les élections départementales, la commune fait partie depuis 2014 du canton de Flixecourt
Pour l'élection des députés, elle fait partie de la première circonscription de la Somme.

### Intercommunalité
L'Étoile était membre de la communauté de communes du Val de Nièvre et environs, un établissement public de coopération intercommunale (EPCI) à fiscalité propre créé fin 1992 et auquel la commune a transféré un certain nombre de ses compétences, dans les conditions déterminées par le code général des collectivités territoriales.
Dans le cadre des dispositions de la loi portant nouvelle organisation territoriale de la République (Loi NOTRe) du 7 août 2015 qui prescrit que les intercommunalités à fiscalité propre doivent, sauf exceptions, regrouper au moins 15 000 habitants, cette intercommunalité a fusionné avec la petite communauté de communes de l'Ouest d'Amiens pour former, le 1er janvier 2020, la communauté de communes Nièvre et Somme (CCNS), dont est désormais membre la commune.
Toutefois, après son élection en 2020, le maire Ghislain Tirmarche a fait part de son insatisfaction vis-à-vis de l'intercommunalité, indiquant « Avec 1 200 habitants, nous sommes la huitième commune en termes d'habitants dans la communauté de communes, et nous n'avons ni médiathèque intercommunale, ni de microcrèches, énumère encore le maire de L'Étoile. Je n'ai rien contre le président, mais il faut que l'on se retrouve à une table de négociation, que les choses changent, pour que la solidarité ne se fasse pas que dans un sens », avant de reconnaître qu'il ne pouvait pas quitter la CCNS.

### Liste des maires
| Période      | Période                    | Identité           | Étiquette | Qualité                                                                        |
| ------------ | -------------------------- | ------------------ | --------- | ------------------------------------------------------------------------------ |
| juin 1945    | mars 1965                  | Eugène Richard     | app.PCF   | Médecin, résistant de retour de déportation, aveugle, il reprend ses activités |
| 23 mars 1965 | 1995                       | Roger Minard       |           |                                                                                |
| juin 1995    | mars 2001                  | Jacky Hérouart     |           | Retraité, cadre technique                                                      |
| mars 2001    | 2014                       | Alain Castello     |           | Retraité, diplômé de l'Institut Français de Gestion                            |
| 2014         | juillet 2020               | Michel Delohen     | DVG       | Retraité                                                                       |
| juillet 2020 | En cours (au 26 mars 2022) | Ghislain Tirmarche |           | Chef d'équipe chez JPR Hutchinson                                              |

### Instances de démocratie participative
La commune s'est dotée en 2021 d'un conseil municipal des jeunes (CMJ). Au terme d'un scrutin qui s'est déroulé dans l'enceinte de l'école et dans la mairie (pour permettre aux collégiennes et aux collégiens scolarisés à l'extérieur de voter), un nouveau maire des jeunes a été élu pour un an en mars 2022. Le mandat 2021-2022 a été marqué par la réalisation d'une piste de cyclo-cross sur le terrain des Moulins Bleus.

## Population et société

### Démographie
L'évolution du nombre d'habitants est connue à travers les recensements de la population effectués dans la commune depuis 1793. Pour les communes de moins de 10 000 habitants, une enquête de recensement portant sur toute la population est réalisée tous les cinq ans, les populations de référence des années intermédiaires étant quant à elles estimées par interpolation ou extrapolation. Pour la commune, le premier recensement exhaustif entrant dans le cadre du nouveau dispositif a été réalisé en 2007.

En 2022, la commune comptait 1 142 habitants, en évolution de −6,62 % par rapport à 2016 (Somme : −1,26 %, France hors Mayotte : +2,11 %).
| 1793 | 1800 | 1806 | 1821 | 1831 | 1836 | 1841 | 1846 | 1851 |
| ---- | ---- | ---- | ---- | ---- | ---- | ---- | ---- | ---- |
| 697  | 615  | 725  | 733  | 822  | 894  | 869  | 899  | 797  |

| 1856 | 1861 | 1866  | 1872  | 1876 | 1881 | 1886  | 1891  | 1896  |
| ---- | ---- | ----- | ----- | ---- | ---- | ----- | ----- | ----- |
| 815  | 864  | 1 048 | 1 092 | 956  | 884  | 1 032 | 1 363 | 1 649 |

| 1901  | 1906  | 1911  | 1921  | 1926  | 1931  | 1936  | 1946  | 1954  |
| ----- | ----- | ----- | ----- | ----- | ----- | ----- | ----- | ----- |
| 1 650 | 1 752 | 1 676 | 1 527 | 1 504 | 1 476 | 1 515 | 1 535 | 1 689 |

| 1962  | 1968  | 1975  | 1982  | 1990  | 1999  | 2006  | 2007  | 2012  |
| ----- | ----- | ----- | ----- | ----- | ----- | ----- | ----- | ----- |
| 1 638 | 1 650 | 1 554 | 1 446 | 1 334 | 1 305 | 1 249 | 1 241 | 1 263 |

| 2017  | 2022  | - | - | - | - | - | - | - |
| ----- | ----- | - | - | - | - | - | - | - |
| 1 194 | 1 142 | - | - | - | - | - | - | - |

### Enseignement
L'école maternelle et élémentaire publique Jules Ferry compte 110 élèves à la rentrée scolaire 2017.

### Autres équipements
En 2020, l'Étoile dispose d'un bureau de poste.

### Sports
L'Avenir de L'Étoile est le club sportif local, surtout réputé pour le football. La section du sport au ballon rond a évolué en Ligue de Picardie dans les années 1970 et 1980.

## Économie
La municipalité a créé en 2020 un marché de producteurs, qui a lieu le jeudi matin.

## Culture locale et patrimoine

### Lieux et monuments
- Camp néolithique

- Oppidum

- Prieuré de Moreaucourt[44],[45],[46],[47] : 
Prieuré de religieuses bénédictines de l'ordre de Fontevraud. Le site est protégé au titre des Monuments historiques depuis 1926, propriété de la Communauté de communes Nièvre et Somme[24],[48].

- Ruines de l'église Saint-Jacques-le-Majeur

- Chapelle Sainte-Anne : Ancienne école des garçons, bâtiment du XIXe siècle, mutilé et transformé en chapelle après l'incendie de l'église Saint-Jacques en 1991.

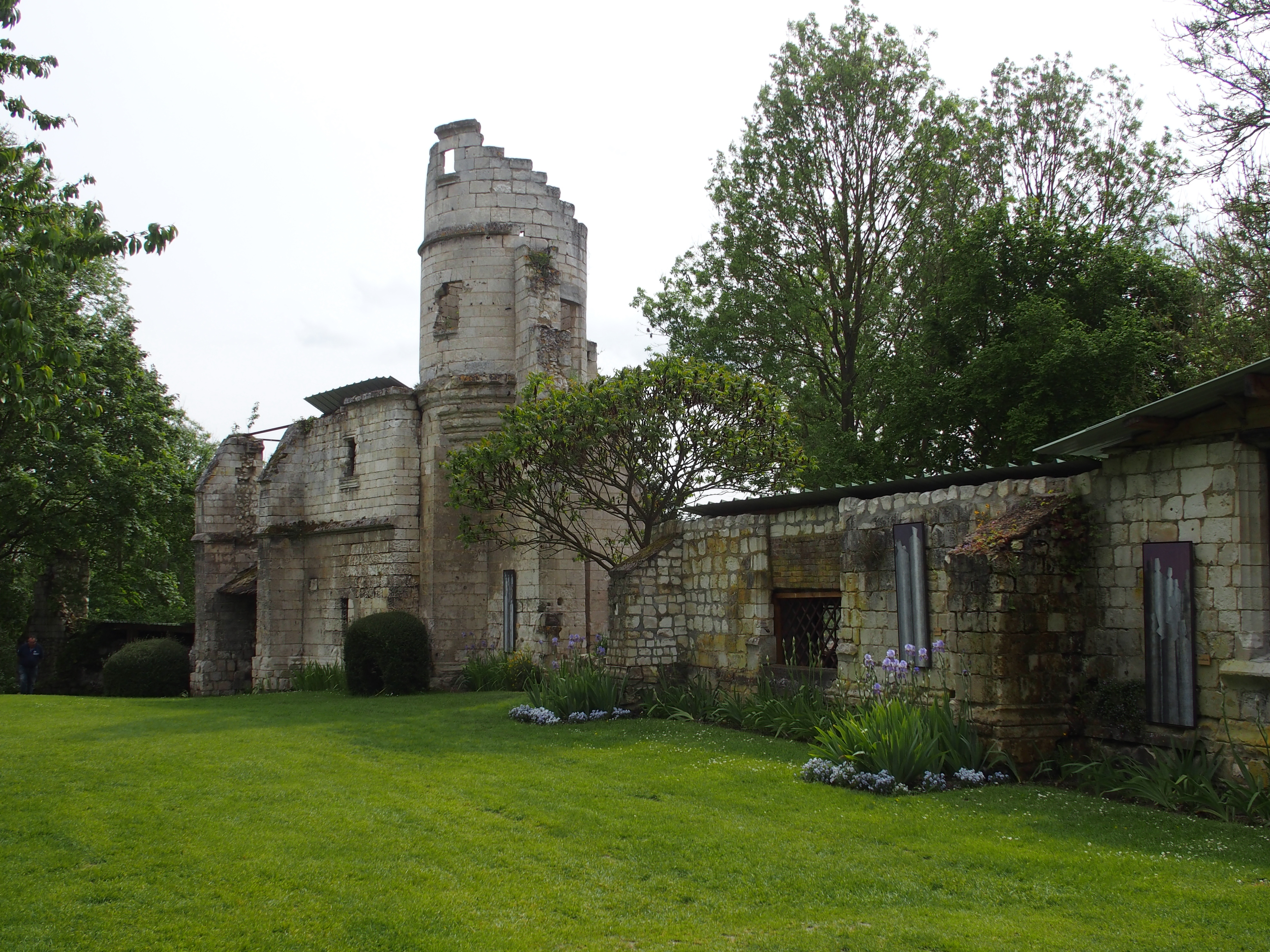
Le prieuré de Moreaucourt en 2016.
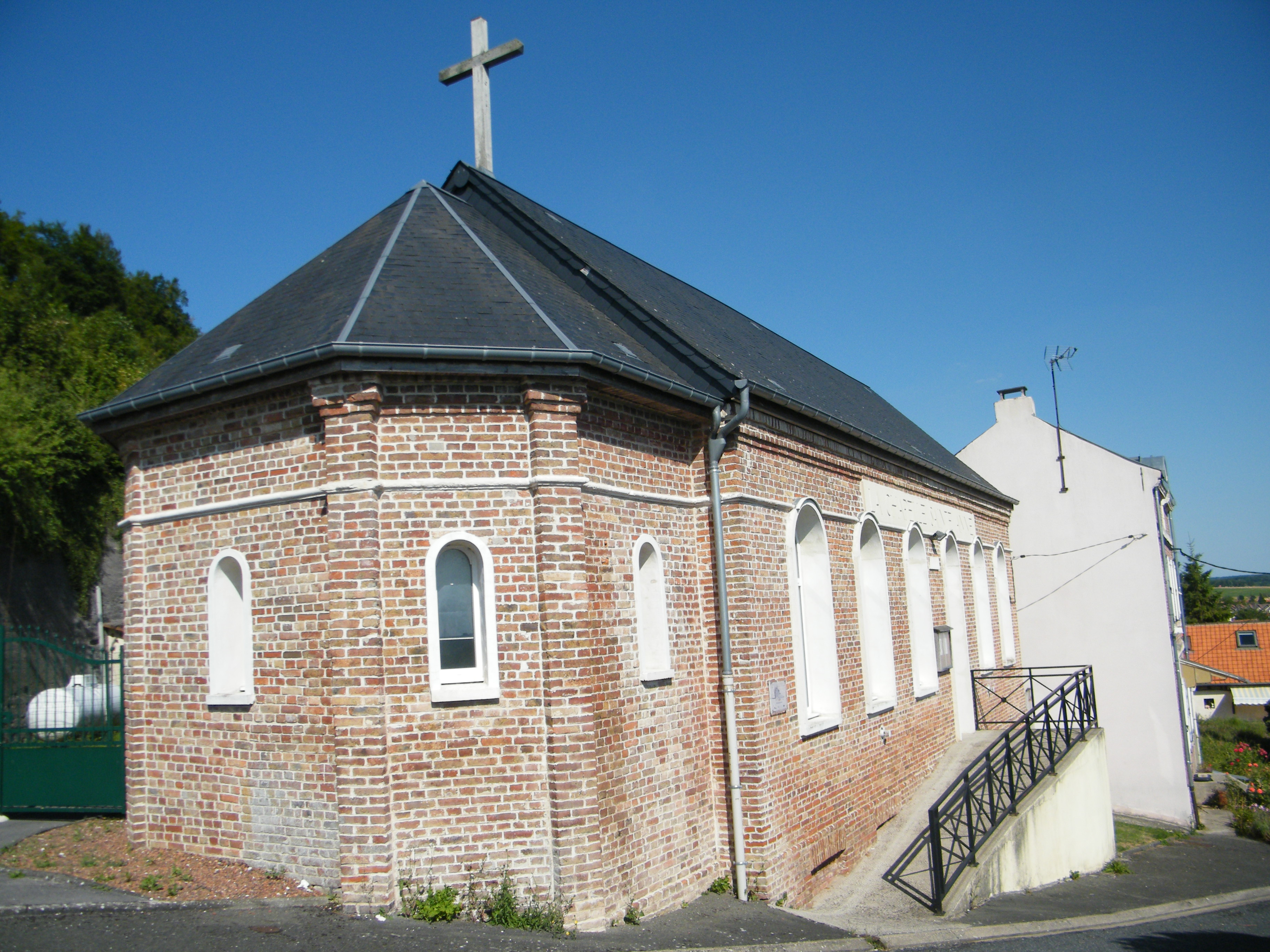
La chapelle Sainte-Anne.
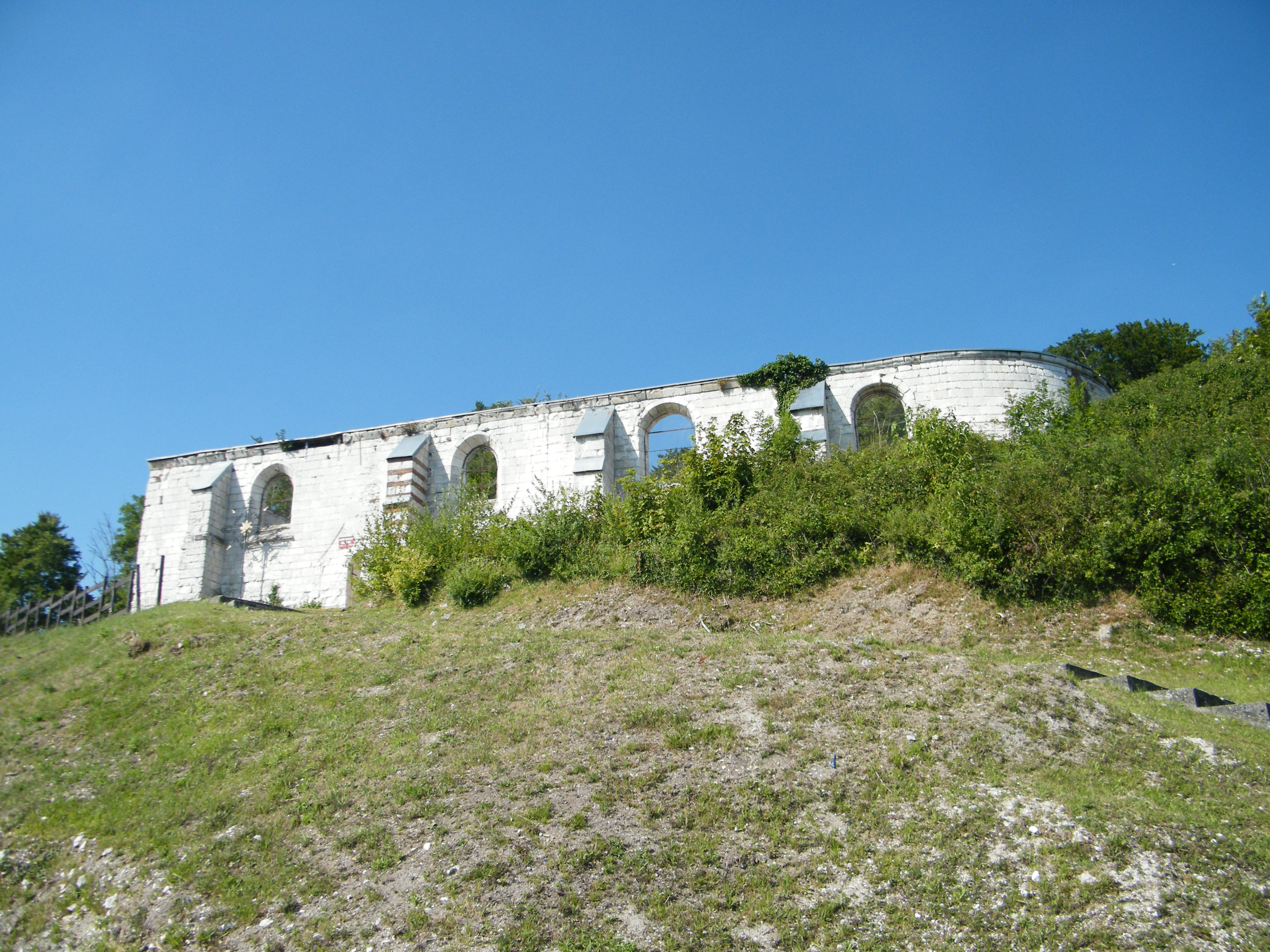
Ruines de l'église Saint-Jacques.

- Les étangs : la vallée de la Somme est un lieu de villégiature et de pêche de loisirs.

### Personnalités liées à la commune
- Célestine Galli-Marié (1840-1905)[pourquoi ?], créatrice du rôle de Carmen de Georges Bizet et Paola Marié de L'Isle (1851-1920), chanteuses d'opéra.
- Eugène Richard, mort en 1986, docteur, ancien maire de la commune de L'Étoile, ancien résistant, ancien déporté[49].
- Max Lejeune (1909-1995), homme politique (maire d'Abbeville, député, sénateur, ministre sous la Quatrième République), a passé son enfance à l'Étoile, aux Moulins-Bleus[réf. nécessaire].
- Robert Tyrakowski (1944-2008), footballeur et entraîneur français, entraîneur-joueur de l'équipe du village de 1974 à 1978 (montée en Promotion Honneur et vainqueur de la Coupe de la Somme)

### L'Étoile dans les arts
Le film sorti en 2008 Louise-Michel de Benoît Delépine et Gustave Kervern a été en partie tourné à l'Étoile.

### Héraldique
| Blason de L'Étoile | Blason  | D'azur aux trois molettes d'or dans les trois premiers cantons et au besant du même dans le quatrième canton. |
| Blason de L'Étoile | Détails | Le blason, adopté en 1982, est celui « de la famille de L'Estoile, ou de L'Étoile, telles que les décrit Belleval (Nobiliaire de Ponthieu, 1862) qui précise qu'elles ont pour support deux lions et pour cimier une molette dans un vol banneret » Le statut officiel du blason reste à déterminer. |